# Pol Bury

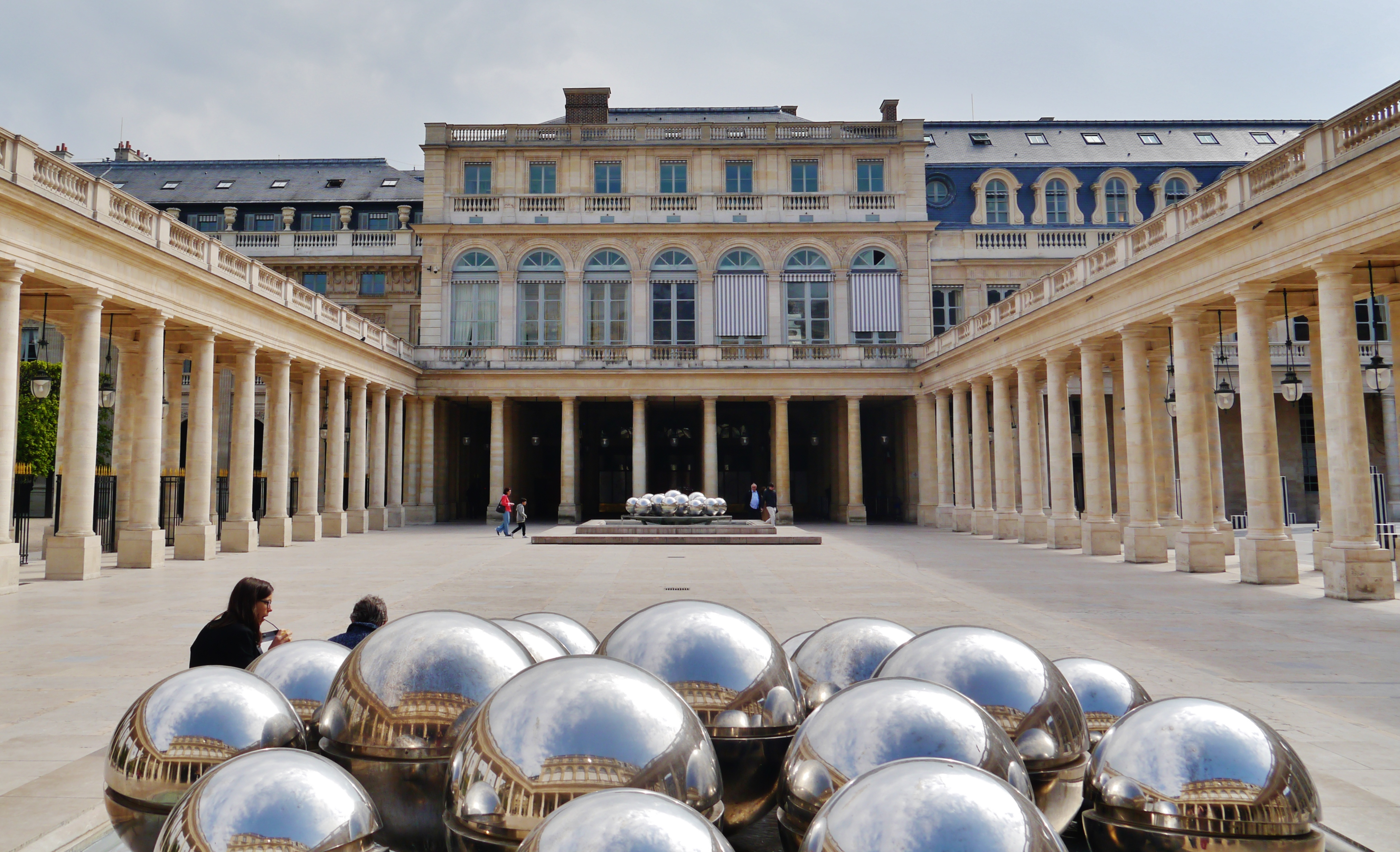
Fuentes en la galería de Orléans del Palais-Royal, París.

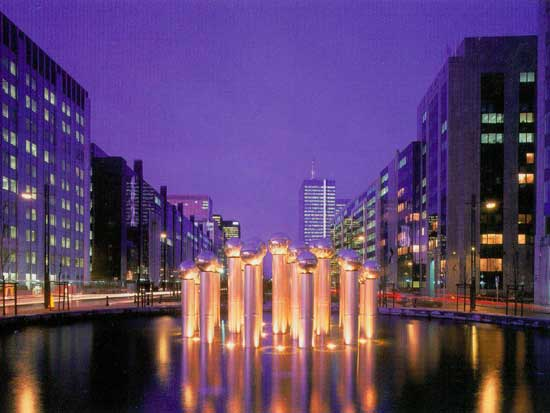
Fuente en Bruselas

Pol Bury (26 de abril de 1922, Haine-Saint-Pierre - 27 de septiembre de 2005, París) fue un pintor y escultor belga. Miembro de los grupos "Peintre Belge Jeune y CoBrA . Regente del Cinématoglyphe del Colegio de Patafísica.
Se dedicó al dibujo, la pintura, la escultura, y también la escritura, el diseño de joyería y la construcción de fuentes. Es considerado como uno de los artistas contemporáneos más importantes y reconocidos internacionalmente.

## Datos biográficos

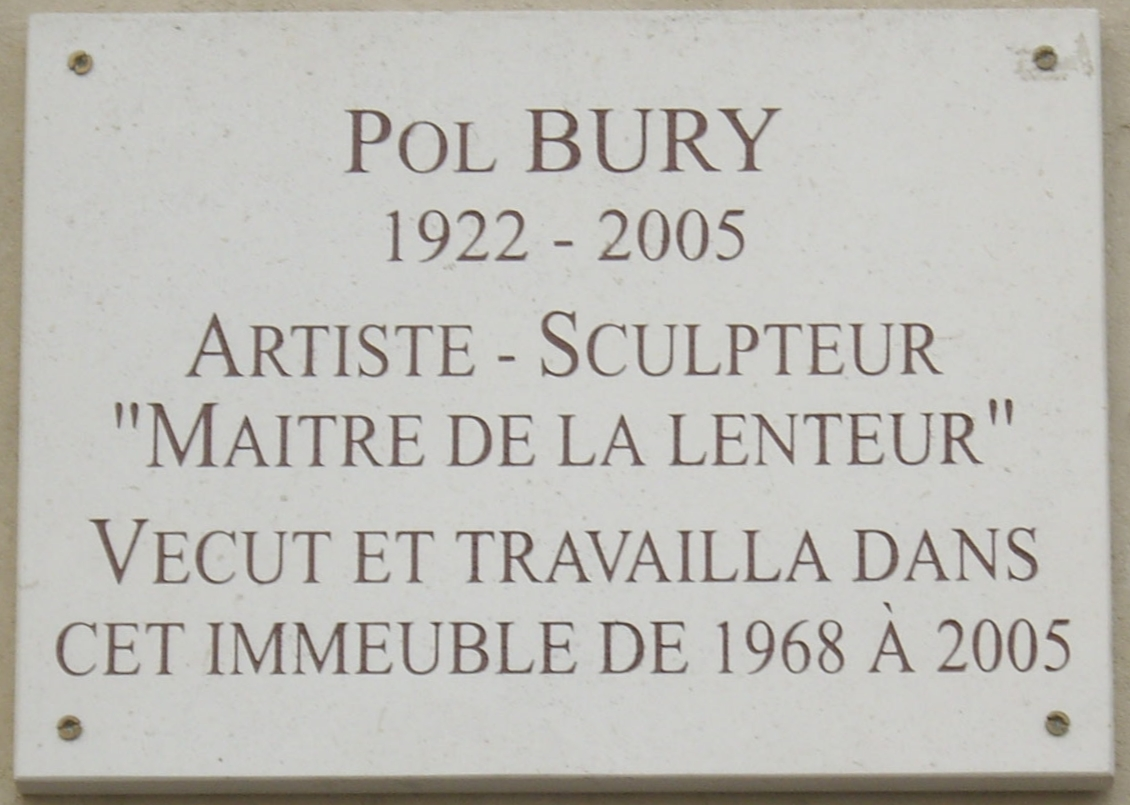
Placa sobre la fachada del n.º 236 del boulevard Raspail de Montparnasse en París, donde trabajó y vivió Pol Bury

En 1938, cumplidos los 16 años, estudió arte (pintura, dibujo) en la Academia de Bellas Artes de Mons . En esa época, conoció Achille Chavée , un gurú del surrealismo en Valonia ; este encuentro marcaría profundamente. Así, Pol Bury se une al grupo surrealista de "Rupture", fundado por el poeta valón Achille Chavée en 1934. Inicialmente influenciado por Yves Tanguy , se unió, como muchos miembros del grupo, a la ideología comunista y pintó sus primeros cuadros surrealistas. A continuación, se reunió con René Magritte y participó en la Exposición Internacional del Surrealismo en 1945.
En 1947, su pintura tomó una nueva dirección, la de la abstracción . Allí conoció a Christian Dotremont y Pierre Alechinsky , fundadores del grupo CoBrA . Tomó parte en este movimiento desde 1948 hasta 1951, por un lado contribuyendo a la escritura y la ilustración de la revista Cobra y en segundo lugar, participando en exposiciones colectivas. En 1952, Pol Bury es uno de los fundadores del grupo Art Abstrait que se adapta mejor a las aspiraciones artísticas del momento. En esa época, admiró y estudió la obra de Piet Mondrian, y algunos de sus pinturas se acercan al estilo de Joan Miró .
En 1953 descubrió la obra de Alexander Calder , poco a poco abandonó la pintura e hizo sus primeros planos móviles . Durante el mismo año, creó con André Balthazar , la Academia de Montbliard , institución de la que surjirá posteriormente el Daily-Bul , una revista que se convertirá en editorial. Pol Bury desde entonces ha sido considerado como uno de los padres de la cinética , produjo obras en movimiento, siendo este un "símbolo de la precisión y la calma de la meditación en acción". Sus materiales preferidos fueron la madera, el corcho, el acero y el cobre.
Su primera exposición individual se celebró en París en 1961, cuando se trasladó allí. Tres años más tarde se marchó a los Estados Unidos, enseñó seis meses en la Universidad de Berkeley y tres meses en el Colegio de Arte y Diseño de Minneapolis.
En 1964 Pol Bury representó a Bélgica en la Bienal de Venecia.
Durante la década de 1970, dos retrospectiva de su obra, viajaron respectivamente a través de los Estados Unidos y Europa.
En 1976 creó su primera fuente hidráulica. Inscritas todavía dentro del movimiento cinético , sus esculturas, hasta ese momento silenciosas, comienzan a emitir ruido. Desde entonces, Pol Bury ha seguido desarrollando nuevas fuentes, cada una más sorprendente que la anterior, utilizando sucesivamente los cilindros, esferas, triángulos y copas, todo en acero inoxidable. En estas fuentes, el agua es utilizada para desestabilizar el frágil equilibrio de volumen de acero. Aunque estas fuentes son una parte importante de su obra, no ha de olvidarse que Pol Bury fue también escritor, crítico de arte, editor, poeta, diseñador de joyas y productor de varios cortometrajes experimentales.
En particular, son sus relieves y esculturas cinéticas las que le han dado un lugar en la historia del arte del siglo XX. Es el maestro del movimiento lento; controla el tiempo en sus obras móviles sorprendiendo constantemente al espectador. Sus fuentes muestran orden y provocan desconcierto al mismo tiempo. Emiten inquietud y al tiempo gran serenidad. Tienen un carácter lúdico y pueden instalarse en espacios donde el agua puede correr: la ciudad o el campo, parques históricos o espacios contemporáneos ... Están formadas por tubos o burbujas de acero, cobre u otro material, las fuentes de Bury atestiguan el genio creativo del artista y su imaginación matemática y técnica.
Pol Bury murió el 27 de septiembre de 2005 en París, mientras una gran exposición de sus fuentes estaba en marcha en el Castillo de Seneffe. Él mismo había elegido este lugar, diciendo que "cuando una fuente se encuentra en la naturaleza, llega a su punto final, su punto más alto. Respira y se oxigena.»

## Esculturas
Entre las esculturas de Pol Bury se incluyen las siguientes:
- Escultura de esferas en el Palais-Royal de Paris, 48°51′49″N 2°20′13″E / 48.86361, 2.33694
- Escultura de esferas en equilibrio frente al Palacio de Justicia de Aviñón, 43°56′40″N 4°48′55″E / 43.94444, 4.81528
- Escultura de esferas en la plaza Auguste Romagné en Conflans-Sainte-Honorine 48°59′52″N 2°5′53″E / 48.99778, 2.09806
- Escultura - fuente de esferas en Bruselas 50°51′24″N 4°21′19″E / 50.85667, 4.35528